# Wild Wild Son
Wild Wild Son is een nummer van de Nederlandse dj Armin van Buuren uit 2018, ingezongen door de Amerikaanse zanger Sam Martin. Het is de zesde single van Balance, het zevende studioalbum van Van Buuren.
Het nummer gaat over Van Buurens zoon. "Wild Wild Son" werd vooral in Nederland een hit. Het haalde de 12e positie in de Nederlandse Top 40. In Vlaanderen haalde het nummer de 27e positie in de Tipparade.